# Alfredo Serrano Mancilla
Alfredo Serrano Mancilla (La Línea de la Concepción, España, 9 de octubre de 1975) es un economista, asesor político y académico español. Es director ejecutivo del Centro Estratégico Latinoamericano de Geopolítica (CELAG DATA).
Como investigador ha desarrollado trabajos en diversos países de Latinoamérica como Argentina, Bolivia, Ecuador, Colombia, México y Venezuela, además de España y Canadá. Entre sus obras publicadas figura Evo - Operación Rescate, América Latina en disputa, El gol que me falta, ¡A (re) distribuir! Ecuador para todos o ¡Ahora es cuándo, carajo! Del asalto a la transformación del Estado en Bolivia.
Es conductor del programa Radio La Pizarra y colaborador habitual en diversos medios de comunicación, tanto en prensa escrita como audiovisual. Ha sido docente de cursos de la fundación IDEAL, parte de los "Diálogos por la Democracia" de John Akerman y es articulista de Página 12.

## Formación académica
Es doctor en Economía por la Universidad Autónoma de Barcelona (UAB), España. Realizó estancias predoctorales en Módena y Bolonia (Italia) y Quebec (Canadá) y un postdoctorado en la Université Laval (Quebec, Canadá). Es especialista en economía pública, desarrollo y economía mundial, pobreza y desigualdad y en política latinoamericana. Se desempeña como profesor de posgrado y doctorado en universidades internacionales. 
Es fundador del Centro Estratégico Latinoamericano de Geopolítica (CELAG). Además, es conductor del programa radial La Pizarra y columnista invitado en varios medios de comunicación como Página 12, La Jornada, Público y Russia Today.
A su vez, es profesor en el Máster Universitario en Educación para el Desarrollo, Sensibilización social y Cultura de paz de la Universidad Pablo de Olavide y ha publicado numerosos artículos académicos sobre geopolítica, energía (en la Revista académica Energy Policy), política fiscal y economía (en la Revista académica Investigaciones Económicas).

## CELAG
En 2014, Alfredo Serrano Mancilla fundó el Centro Estratégico Latinoamericano de Geopolítica, CELAG, una institución de producción de pensamiento dedicada al análisis de los fenómenos políticos, sociales y económicos de América Latina y el Caribe. 
Además, CELAG cuenta con una editorial desde la que apoyamos la publicación de libros relacionados con sus áreas de estudio, profundizando la comprensión sobre temas de interés estratégico para la región, a la vez que coedita, junto a otras instituciones académicas, la revista científica “Propuestas para el Desarrollo”, fomentando así el debate y la investigación sobre los desafíos y oportunidades de América Latina desde una perspectiva innovadora y heterodoxa.  

### CELAG Data
En el año 2024 CELAG ha cambiado su nombre a CELAG Data. Este cambio de etapa refiere al objetivo del Centro Estratégico de especializar sus trabajos de investigación hacia un enfoque cuantitativo que pueda incidir y aportar a los procesos progresistas que existen en la región. CELAG Data se compone de áreas que trabajan en estudios vinculados a encuestas de opinión pública, informes económicos e informes de coyuntura política. 
De la nueva conformación, Alfredo Serrano Mancilla es el director y el Consejo Ejecutivo está integrado por Gabriela Montaño, Guillermo Oglietti, Sergio Pascual y Mariana Dondo. 
Con una mirada regional, CELAG Data investiga las interrelaciones entre economías nacionales, sistemas políticos internos y la inserción internacional de la región, aportando perspectivas únicas para quienes toman decisiones en las áreas de estrategia electoral, política pública, desarrollo económico y relaciones internacionales. 
CELAG Data se distingue por su producción de datos primarios y por su metodología interdisciplinaria, que combina herramientas cuantitativas y marcos conceptuales para abordar las temáticas más relevantes. Además, el centro cuenta con un equipo de investigación integrado por profesionales de diversos países de América Latina y Europa, cuya diversidad enriquece las perspectivas de análisis y refuerza nuestro compromiso con una visión regional. 
CELAG Data se estructura en tres áreas principales de estudio: 
• Estudios de opinión pública: encuestas y análisis demoscópicos sobre percepciones ciudadanas en torno a temas políticos, sociales y económicos. 
• Estudios económicos y políticos: análisis de los procesos políticos, las tendencias económicas y las políticas públicas en la región. 
• Estudios electorales: análisis de procesos electorales, estrategias políticas y sus implicaciones en las democracias latinoamericanas.

## Obra publicada
Alfredo Serrano Mancilla ha escrito, publicado y coordinado diversos libros entre ellos:
- "El gol que me falta". Editorial Galerna, 2024. ISBN 9789505569915
- "Evo, Operación Rescate. Una trama geopolítica en 365 días", Editorial Sudamericana, 2021. ISBN 9500766361
- "América Latina en disputa". 2015 ISBN  978-9942-950-48-2
- "Las vías abiertas de América Latina" (participación, coordinado por Emir Sader) ISBN 978-9942-950-80-2
- "El pensamiento económico de Chávez". 2014, Editorial Intervención Cultural. ISBN 9788494263897
- "¡A (Re) distribuir Ecuador para todos" (Coordinación)
- "La nueva economía en la nueva Constitución de Ecuador" (Coordinación)
- "Organización económica del Estado en la nueva Constitución política" (Coordinación junto a Teresa Morales y Alberto Montero)
- Junto a Teresa Morales y Alberto Montero: "Organización económica del Estado en la nueva Constitución política" (2008)[4]
- Junto a Íñigo Errejón: "¡Ahora es cuándo, carajo! Del asalto a la transformación del Estado en Bolivia" (2011)[5]

### Evo. Operación Rescate (2021)
Esta es la crónica del año más peligroso en la vida de Evo Morales, desde su forzada renuncia en noviembre de 2019 después de ganar una vez más las elecciones presidenciales hasta el regreso triunfante a su país en noviembre de 2020, una trama oculta de relaciones entre gobiernos, organismos internacionales, medios de comunicación y personas comunes.
Narrado con formidable suspenso y minucioso detalle por quien fue actor y testigo de los hechos, documentado con materiales inéditos y con prólogo de Alberto Fernández y del propio Evo, el libro revela cómo se urdió el golpe de Estado en Bolivia; la actitud de Mauricio Macri ante el pedido de apoyo humanitario; el rol de los gobiernos de Paraguay, Perú y Ecuador y del Grupo de Puebla; el rescate clandestino del depuesto presidente; sus días como refugiado en la capital de México; su asilo en la Argentina en el barrio porteño de Colegiales y el conurbano bonaerense, y su regreso luego de la victoria del MAS en las elecciones generales. Pero, sobre todo, ofrece una aproximación al Evo que muy pocos conocen, sus tácticas políticas, su afición futbolera, el dirigente de la calle aislado por la pandemia y la campaña electoral desde el exilio.
Fue editado por Penguin Random House y presentado en Argentina, Bolivia, México con la presencia de Alberto Fernández, Marcelo Ebrard, Álvaro García Linera, Axel Kicillof, Rafael Correa y el propio Evo Morales entre otros referentes de la política latinoamericana. El libro fue reseñado por medios latinoamericanos e internacionales como CNN o Infobae

### América Latina en disputa (2015)
En esta obra, el economista hace un recorrido por la historia de tres países de América Latina --Venezuela, Bolivia y Ecuador-- para analizar los cambios que se han producido en esas naciones a partir de que tuvieran gobiernos marcadamente socialistas.
Su reflexión se centra en tres periodos de la historia contemporánea de estos países para analizar los conflictos políticos, económicos y sociales producto de la disputa entre diferentes modelos económicos. Además, el autor también dedica tiempo a pensar en cómo deben transformarse los discursos para responder a las nuevas realidades y, a su vez, para que puedan replantear una «hegemonía simbólica» que permita mayor soberanía a Latinoamérica.

### El gol que me falta (2024)
En el último año de su carrera, el Argentino, el mejor futbolista del mundo y de la historia, campeón de todo con su selección y su club, recibe una postal misteriosa con un pedido urgente: postularse para presidente de la Argentina. En el medio de una temporada deportiva particularmente desafiante, el Argentino, convencido de que el país necesita un presidente que no venga de la política, acepta la propuesta. Lo acompañarán en esta aventura sus dos mejores amigos y compañeros de equipo (un uruguayo y un andaluz), sus familiares y un conjunto de asesores.
En El gol que me falta, Alfredo Serrano Mancilla retrata con aguda ironía el enloquecido mundo de la política y las campañas electorales —en el que reinan las intrigas, las envidias, los bajos instintos y mezquindades varias— y recrea una novela repleta de situaciones tan reales como surrealistas.
El libro fue presentado en la Feria Internacional de Libro en Argentina junto al exvicepresidente de Bolivia, Álvaro García Linera y el ex preparador físico de Diego Maradona, Fernando Signorini.  Además, fue reseñado por diferentes medios de comunicación tales como Infobae y Página 12.

### El pensamiento económico de Hugo Chávez (2014)
En el libro elaboró un minucioso análisis de la vida de Hugo Chávez y desveló cómo las experiencias personales del mandatario forjaron su pensamiento económico, que el autor describe como un «pensamiento alquímico, marcado a fuego por la coyuntura, sin perder de vista la perspectiva estratégica».
La obra propone una imagen del mandatario venezolano como alguien muy dinámico capaz de pensar simultáneamente en diferentes dimensiones de la política y con gran capacidad de reinvención «de todo aquello cuanto sea necesario».

## Radio La Pizarra
Alfredo Serrano Mancilla dirige y presenta el programa de radio La Pizarra, en el que se hace un repaso de la actualidad política de América Latina y el mundo a través de entrevistas, reportajes y análisis de opinión. El equipo de La Pizarra está formado por Gabriela Montaño, Leandro Álvarez, Crismar Lujano, Flavia Fiorio y Bahía Luna. 
La Pizarra se transmite a través de la emisora de radio argentina Radio 10 todos los sábados de 12 a 14 horas. También lo hace a través de Canal Red, Radio Pichincha (Ecuador), Radio Nacional Colombia (Colombia), Radio Sonora (México), Altavoz Radio (México), Abya yala (Bolivia) y por internet. 
La primera emisión se llevó a cabo el 12 de octubre de 2018. Entre otros, Serrano ha entrevistado a José Luis Rodríguez Zapatero, expresidente del Gobierno español; Evo Morales, expresidente de Bolivia; Claudia Sheinbaum, presidenta de México, Gustavo Petro, presidente de Colombia, Alberto Fernández, expresidente de Argentina; Rafael Correa, expresidente de Ecuador, o Ernesto Sámper, expresidente de Colombia.

## Medios de comunicación
Alfredo Serrano Mancilla mantiene una presencia continuada en diversos medios de comunicación de Latinoamérica y España, tanto en medios audiovisuales como prensa escrita. 
Entre los medios en los que Serrano publica sus artículos o participa en sus programas figuran La Jornada (México), Página 12 (Argentina), El País (España), Financial Times, Les Échos (Francia), Público (España), La Razón (Bolivia), Diario Red (España), La Diaria (Uruguay), El Ciudadano (Chile) o RT.
Su libro "Evo. Operación Rescate" fue reseñado por los principales medios regionales como la CNN, Infobae o Milenio, entre otros.
Es un activo usuario de redes sociales, entre las que destaca la plataforma Twitter.